# 와산 시티켓
와산 시티켓(태국어: วสันต์ สิทธิเขตต์, 1957년 10월 7일, 나콘사완 주 ~ )은 태국의 현대 시각 예술가, 작가이다. 와산은 방콕에서 미대를 졸업한 후 회화나 시 등 다양한 분야에서 예술 활동을 하였다. 세 개의 연극을 상연하였고, 10권 이상의 시집을 냈으며, 아동 도서나 정치 논설을 발표하기도 했다.

## 활동
와산은 1970년대부터 활동하였는데, 종종 자극적이고 정치적인 주제를 다루었다. 유명한 퍼포먼스 중에는 고무로 유방과 엉덩이를 만들어 달고 전 태국 민족의 강간을 표현하는 것도 있었다.
2000년에는 와산이 태국 정치인과 군 장성들이 성적으로 낯뜨거운 포즈를 취하는 장면을 그린 50점 가량의 그림 전시회가, 열리기 5일 전에 쭐랄롱꼰 대학교에 의해 취소되기도 했다.
2003년 열린 제50회 베네치아 비엔날레에서 와산은 주문 제작한 고무 도장으로 캔버스에 조지 W. 부시를 비롯한 각국 정치 지도자의 거대한 초상화를 그려 전시하였다.
2005년에 와산은 정치적 예술 프로젝트인 '예술가 당'을 만들어 당시의 집권당이었던 타이락타이 당과 총리 탁신 친나왓을 조롱하였다.